# Ixodes tasmani
Ixodes tasmani är en fästingart som beskrevs av Neumann 1899. Ixodes tasmani ingår i släktet Ixodes och familjen hårda fästingar. Inga underarter finns listade i Catalogue of Life.